# 5470 Kurtlindstrom
Az 5470 Kurtlindstrom (ideiglenes jelöléssel 1988 BK5) a Naprendszer kisbolygóövében található aszteroida. Robert H. McNaught fedezte fel 1988. január 28-án.